# RPM Tuning
RPM Tuning (titolo originale Top Gear RPM Tuning) è un videogioco di gare clandestine prodotto da Wanadoo, inizialmente per PlayStation 2.

## Trama
La trama si svolge nel 2003 e parla di Vince, un pilota clandestino che è alla ricerca di un'auto. Un modello GTSR (il migliore del gioco) i suoi unici indizi sono il nome RedSet e il locale di un meccanico, punto di riferimento per gli appassionati d'auto della zona. Vince entra. Il meccanico dice di andare via, se è per un cambio d'olio, ma Vince Gli spiega che è alla ricerca di un'auto e il meccanico ribatte che allora è diverso e gli fa scegliere la macchina fra tre modelli: la Hatback si, il Pick up 150 o la 322 ci. Poi conosce Rick, un pilota clandestino con i suoi due tirapiedi: Mac e Dante. Dopo alcune gare, conosce Carmen, la figlia del meccanico e Lewis, suo fratello. Il meccanico gli propone uno scambio con la GT coupe, visto che la sua è ancora nuova. Dopo un po' di tempo Rick gli presenta Mike, Lucy e dopo ancora Donny, il suo meccanico che gli propone uno scambio con la Horse V8, la seconda macchina più veloce del gioco. Dopo il ladro si scopre sia stato Rick, che cercava di venderla a un poliziotto che si chiama mcCullen con un piano per non farsi scoprire. In una parte fai a pugni con Dante, poi con Rick. Dopo Carmen, che prima odiava Vince, ora si è innamorata di lui, spara Rick e si scopre che era lui che voleva vendere la GTSR, proprio da una valigetta piena di soldi che Vince troverà nel bagagliaio della macchina di Rick.

## Modalità di gioco
È composto da 54 missioni che permettono di sbloccare pian piano tutte le modifiche e le automobili del gioco. È caratterizzato da una grande varietà di modifiche applicabili alla vettura, tanto da rendere possibili 1.382.976 combinazioni all'aspetto estetico della vettura e 221.184 combinazioni alle parti meccaniche.
Si possono trovare molti modelli di macchine reali rinominate. Sono la Toyota Celica, ribattezzata Coupe GT, la BMW 322(rinominata 322ci), la Honda Civic (ribattezzata Hatback si), la Horse V8,
(Ford mustang 2003), la Dodge Viper, ribattezzata GTSR. C'è poi un pick up (l'unico della serie) :  il pick up 150: un pick up V6 la cui auto reale è il Ford Lightning. Si possono anche fare gare veloci, prendendo auto già modificate. Qui ci sono tutte le auto già proposte ed alcuni inediti degli avversari o fare il "preparati per partire" che consisterebbe nel comprare un'auto che ti hanno già proposto, modificarla e ripercorrere buona parte della carriera.